# Andamanenspoorkoekoek
De andamanenspoorkoekoek of bruine spoorkoekoek (Centropus andamanensis) is een koekoek die alleen voorkomt op de Andamaneilanden. Net als de andere spoorkoekoeken is deze soort geen broedparasiet, maar bouwt zelf een nest en broedt de eigen eieren uit.

## Beschrijving
De andamanenspoorkoekoek is een grote koekoek. Deze soort wordt inclusief staart 38 tot 42 centimeter. De vleugels en de mantel zijn kastanjebruin. De buik is niet zwart maar eerder bruin zonder metaalglans en ook de kop is bruin. De snavel en de poten zijn zwart en de iris is bleek bruin.
De andamanenspoorkoekoek werd vroeger als een ondersoort van de Chinese spoorkoekoek (C. chinensis) beschouwd.

## Verspreiding en leefgebied
De andamanenspoorkoekoek komt voor op de Andamanen en de Kokoseilanden daar ten noorden van die tot Myanmar behoren. Het is een algemene vogel van bossen, struikgewas, secondair bos, bosranden, mangrove, rijstvelden en tuinen.

## Status
De andamanenspoorkoekoek heeft een beperkt verspreidingsgebied. De grootte van de populatie is niet gekwantificeerd. Er is geen aanleiding te veronderstellen dat de soort in aantal achteruit gaat, daarom staat deze spoorkoekoek als niet bedreigd op de Rode Lijst van de IUCN.

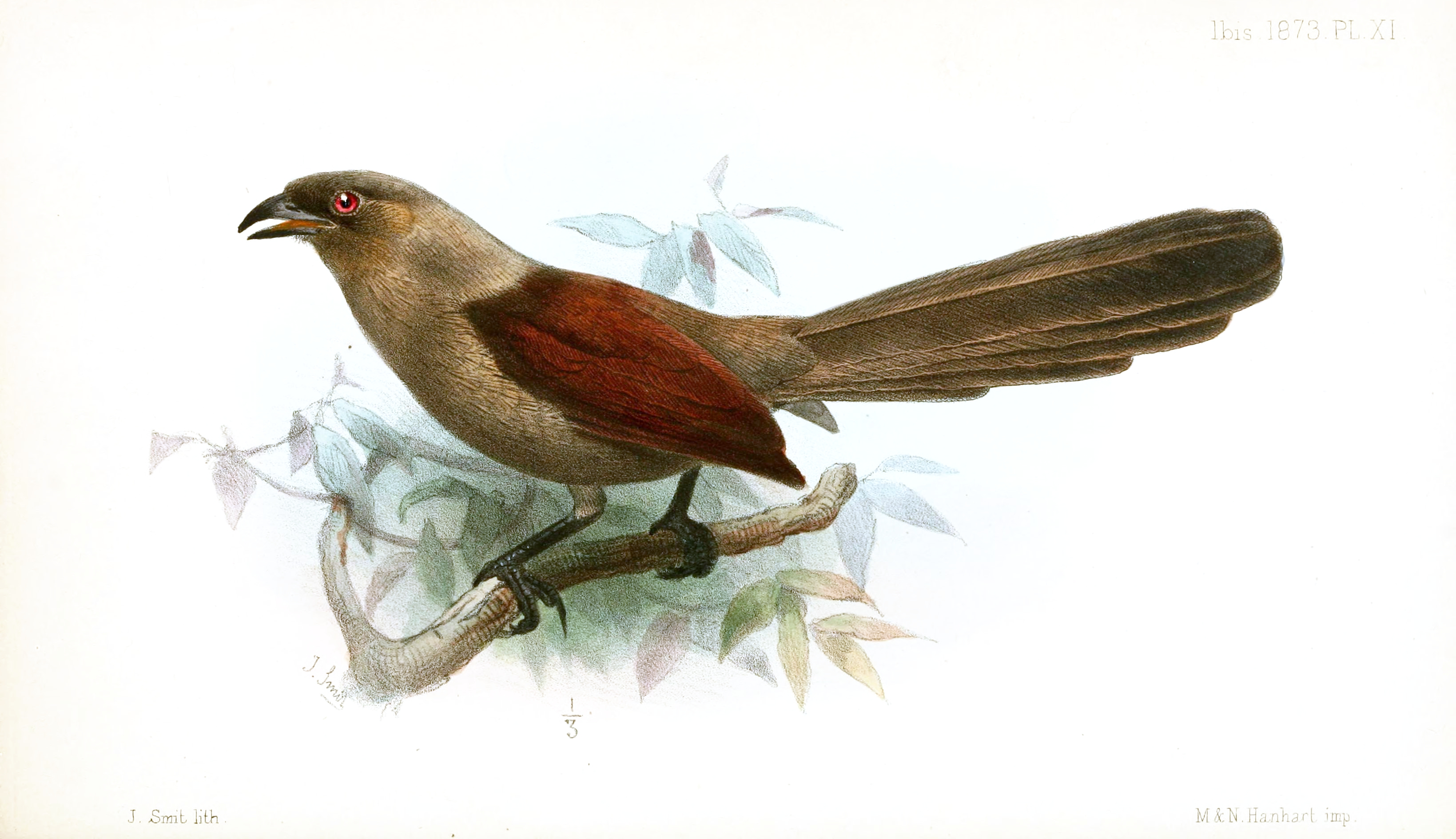
Afbeelding van de andamanenspoorkoekoek gemaakt door Joseph Smit.